# Elo-wereldranglijst voetbal
De Elo-wereldranglijst voetbal is een ranglijstsysteem voor de nationale elftallen voor mannen in het voetbal. De methode rangschikt de landen op basis van de Elo-ratingmethode, maar heeft een aantal extra variabelen speciaal voor het voetbal. De ranglijst moet niet verward worden met de FIFA-wereldranglijst, die belangrijker is omdat het de officiële ranglijst is die gebruikt wordt door de FIFA om de landen te rangschikken.
De ranking bevat alle internationale A-wedstrijden voor zover die gevonden konden worden. De ranking probeert de ware sterkte van een team weer te geven ten opzichte van zijn tegenstanders na zo'n dertig wedstrijden. Teams met minder dan dertig gespeelde wedstrijden worden onder voorbehoud gerangschikt.
Sedert 2018 gebruikt de FIFA een aangepaste versie van de Elo-formule voor diens wereldranglijst bij zowel de mannen als de vrouwen.

## Ranglijst
Dit is de Elo-wereldranglijst zoals die was op 21 oktober 2021.
De FIFA-wereldranglijstpositie is die zoals die was volgens de stand van oktober 2021.
| Elo | +/−     | FIFA | Land       | Pnt  |
| --- | ------- | ---- | ---------- | ---- |
| 1   | Stabiel | 2    | Brazilië   | 2140 |
| 2   | Stabiel | 3    | Frankrijk  | 2103 |
| 3   | 4       | 6    | Argentinië | 2088 |
| 4   | 1       | 1    | België     | 2082 |
| 5   | 4       | 4    | Italië     | 2058 |
| 6   | 5       | 5    | Engeland   | 2029 |
| 7   | 2       | 7    | Spanje     | 2023 |
| 8   | 4       | 8    | Portugal   | 2020 |
| 9   | 4       | 10   | Denemarken | 1983 |
| 10  | Stabiel | 12   | Duitsland  | 1955 |

## Lijst van nummer 1-teams
| Start datum | Land        | # dagen |
| ----------- | ----------- | ------- |
| 30 nov 1872 | Engeland    | 1190    |
| 4 mar 1876  | Schotland   | 5873    |
| 2 apr 1892  | Engeland    | 3760    |
| 20 jul 1902 | Argentinië  | 2148    |
| 6 jun 1908  | Engeland    | 2190    |
| 5 jun 1914  | Denemarken  | 5       |
| 10 jun 1914 | Den. & Eng. | 361     |
| 6 jun 1915  | Denemarken  | 490     |
| 8 okt 1916  | Engeland    | 1420    |
| 28 aug 1920 | Spanje      | 1       |
| 29 aug 1920 | Uruguay     | 7       |
| 5 sep 1920  | Spanje      | 13      |
| 18 sep 1920 | Uruguay     | 386     |
| 9 okt 1921  | Spanje      | 959     |
| 25 mei 1924 | Uruguay     | 419     |
| 18 jul 1925 | Spanje      | 273     |
| 17 apr 1926 | Sch. & Spa. | 186     |
| 20 okt 1926 | Argentinië  | 4       |
| 24 okt 1926 | Uruguay     | 583     |
| 29 mei 1928 | Argentinië  | 1       |
| 30 mei 1928 | Uruguay     | 382     |
| 16 jun 1929 | Argentinië  | 104     |
| 28 sep 1929 | Arg. & Uru. | 34      |
| 1 nov 1929  | Argentinië  | 1668    |
| 27 mei 1934 | Oostenrijk  | 11      |
| 7 jun 1934  | Italië      | 1277    |
| 5 dec 1937  | Argentinië  | 182     |
| 5 jun 1938  | Italië      | 630     |
| 25 feb 1940 | Argentinië  | 144     |
| 18 jul 1940 | Italië      | 136     |
| 1 dec 1940  | Argentinië  | 56      |
| 26 jan 1941 | Italië      | 3       |
| 29 jan 1941 | Argentinië  | 445     |
| 19 apr 1942 | Italië      | 36      |
| 25 mei 1942 | Argentinië  | 307     |
| 28 maa 1943 | Arg. & Ita. | 7       |
| 4 apr 1943  | Argentinië  | 98      |
| 11 jul 1943 | Arg. & Ita. | 545     |
| 6 jan 1945  | Argentinië  | 36      |
| 11 feb 1945 | Italië      | 4       |
| 15 feb 1945 | Argentinië  | 142     |
| 7 jul 1945  | Italië      | 127     |
| 11 nov 1945 | Arg. & Ita. | 35      |
| 16 dec 1945 | Argentinië  | 4       |
| 20 dec 1945 | Italië      | 52      |
| 10 feb 1946 | Argentinië  | 455     |
| 11 mei 1947 | Arg. & Ita. | 182     |
| 9 nov 1947  | Argentinië  | 355     |
| 9 okt 1948  | Engeland    | 182     |
| 9 apr 1949  | Argentinië  | 442     |
| 25 jun 1950 | Engeland    | 4       |
| 29 jun 1950 | Argentinië  | 814     |
| 20 sep 1952 | Hongarije   | 85      |
| 14 dec 1952 | Arg. & Hon. | 133     |
| 26 apr 1953 | Argentinië  | 21      |
| 17 mei 1953 | Hongarije   | 1417    |
| 3 apr 1957  | Argentinië  | 3       |
| 6 apr 1957  | Hongarije   | 67      |
| 12 jun 1957 | Argentinië  | 95      |
| 15 sep 1957 | Hongarije   | 8       |
| 23 sep 1957 | Argentinië  | 13      |
| 6 okt 1957  | Hongarije   | 249     |
| 12 jun 1958 | Bra. & Hon. | 3       |
| 15 jun 1958 | Brazilië    | 634     |
| 10 maa 1960 | Hongarije   | 3       |
| 13 maa 1960 | Argentinië  | 47      |
| 29 apr 1960 | Brazilië    | 27      |
| 26 mei 1960 | Argentinië  | 3       |

| Start datum | Land           | # dagen |
| ----------- | -------------- | ------- |
| 29 mei 1960 | Brazilië       | 1036    |
| 31 maa 1963 | Sovjet-Unie    | 560     |
| 11 okt 1964 | Argentinië     | 45      |
| 25 nov 1964 | Sovjet-Unie    | 221     |
| 4 jul 1965  | Brazilië       | 56      |
| 29 aug 1965 | Argentinië     | 9       |
| 7 sep 1965  | Brazilië       | 250     |
| 15 mei 1966 | Argentinië     | 3       |
| 18 mei 1966 | Sovjet-Unie    | 18      |
| 5 jun 1966  | Brazilië       | 37      |
| 12 jul 1966 | Sovjet-Unie    | 13      |
| 25 jul 1966 | West-Duitsland | 5       |
| 30 jul 1966 | Engeland       | 1408    |
| 7 jun 1970  | Brazilië       | 742     |
| 18 jun 1972 | Bra. & Dui.    | 10      |
| 28 jun 1972 | West-Duitsland | 11      |
| 9 jul 1972  | Bra. & Dui.    | 129     |
| 15 nov 1972 | West-Duitsland | 91      |
| 14 feb 1973 | Brazilië       | 484     |
| 13 jun 1974 | West-Duitsland | 9       |
| 22 jun 1974 | Brazilië       | 11      |
| 3 jul 1974  | West-Duitsland | 1429    |
| 1 jun 1978  | Nederland      | 6       |
| 7 jun 1978  | West-Duitsland | 3       |
| 10 jun 1978 | Nederland      | 1       |
| 11 jun 1978 | West-Duitsland | 3       |
| 14 jun 1978 | Brazilië       | 504     |
| 31 okt 1979 | West-Duitsland | 434     |
| 7 jan 1981  | Brazilië       | 3       |
| 10 jan 1981 | West-Duitsland | 71      |
| 22 maa 1981 | Brazilië       | 10      |
| 1 apr 1981  | West-Duitsland | 44      |
| 15 mei 1981 | Brazilië       | 152     |
| 14 okt 1981 | West-Duitsland | 243     |
| 14 jun 1982 | Brazilië       | 486     |
| 13 okt 1983 | Sovjet-Unie    | 335     |
| 12 sep 1984 | Frankrijk      | 232     |
| 2 mei 1985  | West-Duitsland | 41      |
| 12 jun 1985 | Frankrijk      | 91      |
| 11 sep 1985 | Sovjet-Unie    | 133     |
| 22 jan 1986 | Frankrijk      | 154     |
| 25 jun 1986 | Brazilië       | 3       |
| 28 jun 1986 | Frankrijk      | 1       |
| 29 jun 1986 | Argentinië     | 346     |
| 10 jun 1987 | Brazilië       | 23      |
| 3 jul 1987  | Engeland       | 57      |
| 29 aug 1987 | Sovjet-Unie    | 74      |
| 11 nov 1987 | Engeland       | 141     |
| 31 maa 1988 | Eng. & Sov.    | 2       |
| 2 apr 1988  | Engeland       | 71      |
| 12 jun 1988 | Sovjet-Unie    | 5       |
| 17 jun 1988 | West-Duitsland | 1       |
| 18 jun 1988 | Sovjet-Unie    | 7       |
| 25 jun 1988 | Nederland      | 715     |
| 10 jun 1990 | Ned. & Dui.    | 2       |
| 12 jun 1990 | West-Duitsland | 7       |
| 19 jun 1990 | Brazilië       | 5       |
| 24 jun 1990 | West-Duitsland | 725     |
| 18 jun 1992 | Nederland      | 3       |
| 21 jun 1992 | Duitsland      | 5       |
| 26 jun 1992 | Nederland      | 75      |
| 9 sep 1992  | Duitsland      | 35      |
| 14 okt 1992 | Brazilië       | 2       |
| 16 okt 1992 | Argentinië     | 246     |
| 19 jun 1993 | Duitsland      | 370     |
| 24 jun 1994 | Brazilië       | 3       |
| 27 jun 1994 | Duitsland      | 12      |
| 9 jul 1994  | Brazilië       | 708     |

| Start datum | Land        | # dagen |
| ----------- | ----------- | ------- |
| 16 jun 1996 | Duitsland   | 3       |
| 19 jun 1996 | Bra. & Dui. | 4       |
| 23 jun 1996 | Duitsland   | 352     |
| 10 jun 1997 | Brazilië    | 380     |
| 25 jun 1998 | Duitsland   | 2       |
| 27 jun 1998 | Brazilië    | 2       |
| 29 jun 1998 | Duitsland   | 4       |
| 3 jul 1998  | Brazilië    | 9       |
| 12 jul 1998 | Frankrijk   | 331     |
| 8 jun 1999  | Brazilië    | 374     |
| 16 jun 2000 | Frankrijk   | 5       |
| 21 jun 2000 | Brazilië    | 4       |
| 25 jun 2000 | Frankrijk   | 711     |
| 6 jun 2002  | Argentinië  | 1       |
| 7 jun 2002  | Italië      | 1       |
| 8 jun 2002  | Frankrijk   | 3       |
| 11 jun 2002 | Nederland   | 10      |
| 21 jun 2002 | Brazilië    | 236     |
| 12 feb 2003 | Nederland   | 119     |
| 11 jun 2003 | Bra. & Ned. | 8       |
| 19 jun 2003 | Nederland   | 83      |
| 10 sep 2003 | Frankrijk   | 291     |
| 27 jun 2004 | Tsjechië    | 4       |
| 1 jul 2004  | Frankrijk   | 48      |
| 18 aug 2004 | Argentinië  | 290     |
| 4 jun 2005  | Tsjechië    | 4       |
| 8 jun 2005  | Argentinië  | 21      |
| 29 jun 2005 | Brazilië    | 102     |
| 9 okt 2005  | Nederland   | 3       |
| 12 okt 2005 | Brazilië    | 265     |
| 4 jul 2006  | Italië      | 43      |
| 16 aug 2006 | Frankrijk   | 52      |
| 7 okt 2006  | Brazilië    | 122     |
| 6 feb 2007  | Frankrijk   | 1       |
| 7 feb 2007  | Brazilië    | 140     |
| 27 jun 2007 | Frankrijk   | 14      |
| 11 jul 2007 | Argentinië  | 4       |
| 15 jul 2007 | Brazilië    | 334     |
| 13 jun 2008 | Nederland   | 8       |
| 21 jun 2008 | Spanje      | 368     |
| 24 jun 2009 | Brazilië    | 339     |
| 29 mei 2010 | Bra. & Spa. | 4       |
| 2 jun 2010  | Brazilië    | 1       |
| 3 jun 2010  | Spanje      | 4       |
| 7 jun 2010  | Bra. & Spa. | 1       |
| 8 jun 2010  | Spanje      | 7       |
| 15 jun 2010 | Bra. & Spa. | 1       |
| 16 jun 2010 | Brazilië    | 16      |
| 2 jul 2010  | Nederland   | 5       |
| 7 jul 2010  | Spanje      | 1089    |
| 30 jun 2013 | Brazilië    | 45      |
| 14 aug 2013 | Spanje      | 59      |
| 12 okt 2013 | Brazilië    | 259     |
| 28 jun 2014 | Bra. & Ned. | 1       |
| 29 jun 2014 | Nederland   | 5       |
| 4 jul 2014  | Duitsland   | 695     |
| 29 mei 2016 | Argentinië  | 165     |
| 10 nov 2016 | Brazilië    | 329     |
| 5 okt 2017  | Duitsland   | 36      |
| 10 nov 2017 | Brazilië    | 247     |
| 15 jul 2018 | Frankrijk   | 88      |
| 11 okt 2018 | Brazilië    | 401     |
| 16 nov 2019 | België      | 330     |
| 11 okt 2020 | Brazilië    | 259     |
| 27 jun 2021 | België      | 5       |
| 2 jul 2021  | Brazilië    | 8       |
| 10 jul 2021 | België      | 90      |
| 7 okt 2021  | Brazilië    | 1261    |

## Aantal dagen nummer 1
| Land        | # dagen | Laatste datum als leider |
| ----------- | ------- | ------------------------ |
| Engeland    | 10.605  | 11 juni 1988             |
| Argentinië  | 9165    | 9 november 2016          |
| Brazilië    | 10024   | Huidig                   |
| Schotland   | 5966    | 19 oktober 1926          |
| Duitsland   | 4704    | 9 november 2017          |
| Spanje      | 2869    | 11 oktober 2013          |
| Italië      | 2694    | 15 augustus 2006         |
| Frankrijk   | 2022    | 10 oktober 2018          |
| Hongarije   | 1897    | 12 maart 1960            |
| Uruguay     | 1794    | 15 juni 1929             |
| Sovjet-Unie | 1367    | 24 juni 1988             |
| Nederland   | 1039    | 3 juli 2014              |
| Denemarken  | 676     | 7 oktober 1916           |
| België      | 425     | 7 oktober 2021           |
| Oostenrijk  | 11      | 6 juni 1934              |
| Tsjechië    | 8       | 7 juni 2005              |

## Hoogste scores ooit
| #  | Land       | Punten | Datum            |
| -- | ---------- | ------ | ---------------- |
| 1  | Hongarije  | 2230   | 30 juni 1954     |
| 2  | Duitsland  | 2223   | 13 juli 2014     |
| 3  | Engeland   | 2216   | 9 september 1912 |
| 4  | Brazilië   | 2194   | 17 jun 1962      |
| 5  | Spanje     | 2165   | 11 juli 2010     |
| 6  | Argentinië | 2159   | 3 april 1957     |
| 7  | België     | 2158   | 27 juni 2021     |
| 8  | Nederland  | 2154   | 12 juli 2014     |
| 9  | Frankrijk  | 2136   | 30 mei 2001      |
| 10 | Italië     | 2132   | 11 juni 1939     |

## Gemiddelden per decennium
De tabel hieronder geeft de landen met de beste gemiddelde Elo-score per decennium (1 jan 19X0 - 31 dec 19X9) weer. Omdat de Elo-scores wedstrijden meeneemt uit het verleden, hebben wedstrijden uit het vorige decennium nog invloed en zijn de laatste wedstrijden uit het decennium onderbelicht. Zo is het Engelse team in de jaren zeventig geëindigd op een derde plaats, terwijl het de beide WK's miste. Door de goede resultaten aan het einde van de jaren zestig komen ze aan het einde van de jaren zeventig op de derde plaats terecht.
| Rang | Jaren '20 | Jaren '20         | Jaren '30 | Jaren '30         | Jaren '40 | Jaren '40         | Jaren '50 | Jaren '50         | Jaren '60 | Jaren '60         |
| ---- | --------- | ----------------- | --------- | ----------------- | --------- | ----------------- | --------- | ----------------- | --------- | ----------------- |
| 1    | 2018      | Uruguay           | 2043      | Argentinië        | 2086      | Argentinië        | 2063      | Argentinië        | 2006      | Brazilië          |
| 2    | 1968      | Argentinië        | 2031      | Italië            | 2063      | Italië            | 2057      | Hongarije         | 1991      | Sovjet-Unie       |
| 3    | 1955      | Schotland         | 1977      | Engeland          | 2004      | Engeland          | 2029      | Brazilië          | 1978      | Engeland          |
| 4    | 1899      | Engeland          | 1963      | Uruguay           | 1950      | Schotland         | 1988      | Engeland          | 1974      | Hongarije         |
| 5    | 1895      | Brazilië          | 1951      | Schotland         | 1929      | Brazilië          | 1923      | West-Duitsland    | 1960      | Argentinië        |
| 6    | 1892      | Tsjecho-Slowakije | 1944      | Oostenrijk        | 1927      | Spanje            | 1903      | Joegoslavië       | 1935      | West-Duitsland    |
| 7    | 1881      | Denemarken        | 1940      | Spanje            | 1889      | West-Duitsland    | 1883      | Uruguay           | 1911      | Tsjecho-Slowakije |
| 8    | 1880      | Hongarije         | 1905      | Brazilië          | 1888      | Uruguay           | 1882      | Oostenrijk        | 1901      | Italië            |
| 9    | 1864      | Oostenrijk        | 1875      | Tsjecho-Slowakije | 1881      | Hongarije         | 1874      | Schotland         | 1891      | Spanje            |
| 10   | 1798      | Nederland         | 1865      | Hongarije         | 1881      | Kroatië           | 1871      | Italië            | 1880      | Uruguay           |
| 11   | 1768      | België            | 1835      | Costa Rica        | 1872      | Oostenrijk        | 1860      | Spanje            | 1869      | Joegoslavië       |
| 12   | 1755      | Zweden            | 1819      | Duitsland         | 1850      | Wales             | 1849      | Zweden            | 1855      | Schotland         |
| 13   | 1754      | Zuid-Afrika       | 1768      | Wales             | 1838      | Tsjecho-Slowakije | 1823      | Paraguay          | 1849      | Zweden            |
| 14   | 1739      | Italië            | 1743      | Paraguay          | 1798      | Zweden            | 1804      | Frankrijk         | 1820      | Mexico            |
| 15   | 1738      | Paraguay          | 1741      | Denemarken        | 1760      | Zwitserland       | 1774      | Tsjecho-Slowakije | 1813      | Noord-Korea       |

| Rang | Jaren '70 | Jaren '70         | Jaren '80 | Jaren '80         | Jaren '90 | Jaren '90   | Jaren '00 | Jaren '00  | Jaren '10 | Jaren '10  |
| ---- | --------- | ----------------- | --------- | ----------------- | --------- | ----------- | --------- | ---------- | --------- | ---------- |
| 1    | 2102      | Brazilië          | 2010      | Brazilië          | 2032      | Brazilië    | 2022      | Brazilië   | 2081      | Brazilië   |
| 2    | 2085      | West-Duitsland    | 1964      | West-Duitsland    | 2026      | Duitsland   | 2013      | Frankrijk  | 2055      | Spanje     |
| 3    | 1995      | Engeland          | 1986      | Sovjet-Unie       | 1990      | Italië      | 1999      | Nederland  | 2054      | Duitsland  |
| 4    | 1976      | Italië            | 1968      | Engeland          | 1969      | Frankrijk   | 1989      | Argentinië | 1990      | Argentinië |
| 5    | 1930      | Nederland         | 1932      | Argentinië        | 1957      | Nederland   | 1986      | Spanje     | 1989      | Nederland  |
| 6    | 1923      | Polen             | 1932      | Italië            | 1942      | Spanje      | 1971      | Italië     | 1940      | Engeland   |
| 7    | 1915      | Sovjet-Unie       | 1928      | Frankrijk         | 1940      | Joegoslavië | 1947      | Engeland   | 1934      | Frankrijk  |
| 8    | 1913      | Oost-Duitsland    | 1925      | Nederland         | 1938      | Engeland    | 1919      | Duitsland  | 1922      | Portugal   |
| 9    | 1897      | Argentinië        | 1889      | Spanje            | 1912      | Denemarken  | 1917      | Portugal   | 1905      | Uruguay    |
| 10   | 1897      | Spanje            | 1870      | Polen             | 1896      | Argentinië  | 1908      | Tsjechië   | 1904      | Colombia   |
| 11   | 1889      | Tsjecho-Slowakije | 1865      | België            | 1889      | Kroatië     | 1870      | Denemarken | 1904      | Chili      |
| 12   | 1879      | Hongarije         | 1862      | Tsjecho-Slowakije | 1881      | Tsjechië    | 1867      | Kroatië    | 1900      | Italië     |
| 13   | 1875      | Joegoslavië       | 1862      | Oost-Duitsland    | 1875      | Rusland     | 1845      | Mexico     | 1868      | Mexico     |
| 14   | 1858      | Schotland         | 1861      | Joegoslavië       | 1869      | Zweden      | 1835      | Roemenië   | 1866      | Kroatië    |
| 15   | 1850      | Portugal          | 1825      | Schotland         | 1858      | Roemenië    | 1834      | Zweden     | 1840      | België     |

## Hoogst gewaardeerde wedstrijden
Een lijst van de tien wedstrijden tussen teams met de hoogste gecombineerde Elo-score. De punten van de landen voorafgaand aan de wedstrijd zijn gegeven.
| #  | Gecombineerde punten | Land 1         | Elo 1 | Land 2     | Elo 2 | Score    | Datum        | Ontmoeting                               | Locatie        |
| -- | -------------------- | -------------- | ----- | ---------- | ----- | -------- | ------------ | ---------------------------------------- | -------------- |
| 1  | 4240                 | Duitsland      | 2180  | Argentinië | 2060  | 1 : 0 nv | 13 juli 2014 | Wereldkampioenschap, finale              | Rio de Janeiro |
| 2  | 4219                 | België         | 2158  | Italië     | 2061  | 1 : 2    | 2 juli 2021  | Europees kampioenschap, kwartfinale      | München        |
| 3  | 4212                 | Nederland      | 2101  | Spanje     | 2111  | 0 : 1 nv | 10 juli 2010 | Wereldkampioenschap, finale              | Johannesburg   |
| 4  | 4197                 | Brazilië       | 2099  | Duitsland  | 2098  | 1 : 7    | 8 juli 2014  | Wereldkampioenschap, halve finales       | Belo Horizonte |
| 5  | 4190                 | Brazilië       | 2063  | Spanje     | 2127  | 3 : 0    | 30 juni 2013 | Confederations Cup, finale               | Rio de Janeiro |
| 6  | 4166                 | Brazilië       | 2156  | België     | 2010  | 1 : 2    | 6 juli 2018  | Wereldkampioenschap voetbal, kwartfinale | Kazan          |
| 7  | 4161                 | West-Duitsland | 1995  | Hongarije  | 2166  | 3 : 2    | 4 juli 1954  | Wereldkampioenschap, finale              | Bern           |
| 8  | 4159                 | Nederland      | 2051  | Brazilië   | 2108  | 2 : 1    | 2 juli 2010  | Wereldkampioenschap, kwartfinale         | Port Elizabeth |
| 9  | 4151                 | Brazilië       | 2061  | Nederland  | 2090  | 0 : 0    | 4 juni 2011  | Vriendschappelijk                        | Goiânia        |
| 10 | 4149                 | West-Duitsland | 2068  | Brazilië   | 2081  | 0 : 1    | 16 juni 1973 | Vriendschappelijk                        | Berlijn        |

## Grootste puntenverschillen
Een lijst van de tien wedstrijden die leidde tot het grootste Elo-puntenverschil.
| #  | Land 1            | Elo 1 | Land 2     | Elo 2 | Score | Elo verschil | Datum            | Ontmoeting                                     | Locatie        |
| -- | ----------------- | ----- | ---------- | ----- | ----- | ------------ | ---------------- | ---------------------------------------------- | -------------- |
| 1  | Zweden            | 1621  | België     | 1772  | 8 : 1 | +95 / −95    | 29 mei 1924      | Olympische Spelen, eerste ronde                | Parijs         |
| 2  | Italië            | 1764  | Spanje     | 1908  | 7 : 1 | +89 / −89    | 4 juni 1928      | Olympische Spelen, kwartfinales                | Amsterdam      |
| 3  | Tsjecho-Slowakije | 1809  | Argentinië | 1964  | 6 : 1 | +85 / −85    | 15 juni 1958     | Wereldkampioenschap, groepsfase, groep A       | Helsingborg    |
| 3  | Nieuw-Zeeland     | 1544  | Fiji       | 1153  | 0 : 4 | −85 / +85    | 27 februari 1980 | OFC kampioenschap, groep A                     | Noumea         |
| 5  | Polen             | 1583  | Hongarije  | 1823  | 3 : 0 | +84 / −84    | 5 augustus 1936  | Olympische Spelen, eerste ronde                | Berlijn        |
| 6  | Turkije           | 1421  | China      | 1600  | 4 : 0 | +83 / −83    | 2 augustus 1948  | Olympische Spelen, eerste ronde                | Londen         |
| 7  | Brazilië          | 2099  | Duitsland  | 2098  | 1 : 7 | −82 / +82    | 8 juli 2014      | Wereldkampioenschap, halve finales             | Belo Horizonte |
| 8  | Ghana             | 1598  | Tsjechië   | 1974  | 2 : 0 | +81 / −81    | 17 juni 2006     | Wereldkampioenschap, groepsfase, groep E       | Keulen         |
| 8  | Khmerrepubliek    | 1188  | Koeweit    | 1510  | 4 : 0 | +81 / −81    | 14 mei 1972      | Aziatisch kampioenschap, eerste ronde, groep 2 | Bangkok        |
| 10 | Egypte            | 1599  | Hongarije  | 1802  | 3 : 0 | +80 / −80    | 29 mei 1924      | Olympische Spelen, eerste ronde                | Parijs         |

## Geschiedenis
Dit systeem, ontwikkeld door de Hongaars-Amerikaans wiskundige Árpád Élő, wordt gebruikt door de FIDE, de internationale schaakbond, om schakers te rangschikken. In 1997 adopteerde Bob Runyan de Elo-rankingmethode voor het internationale voetbal en zette de resultaten op het internet. Hij was de eerste die de website met de Elo-scores bijhield, tegenwoordig gedaan door Kirill Bulygin.

## Overzicht
Het Elo-systeem is overgenomen voor het voetbal door het toevoegen van het gewicht van een wedstrijd, een aanpassing aan het thuisvoordeel en een aanpassing aan de uitslag in het resultaat van de wedstrijd.
De factoren die worden meegewogen in de berekening voor de nieuwe score zijn:
- De oude score van het team
- De belangrijkheid van het toernooi waar de wedstrijd deel van uitmaakt
- Het verschil tussen het aantal doelpunten in de wedstrijd
- De uitslag van de wedstrijd
- De verwachte uitslag van de wedstrijd

De belangrijkheid van een toernooi is in aflopende belangrijkheid:
- Wereldkampioenschap voetbal
- Continentale eindrondes (zoals het EK) en belangrijke intercontinentale toernooien
- WK- en kwalificaties voor continentale eindrondes
- Alle andere toernooien
- Vriendschappelijke wedstrijden

Het verschil tussen de Elo- en de FIFA-wereldranglijst in de verdeling van de toernooien is dat Elo vriendschappelijke toernooien een aparte weging geeft waar de FIFA het als vriendschappelijke wedstrijden rekent.

## Basisprincipes formule
Het basisprincipe achter het Elo-systeem is in zijn simpelste vorm een simulatie van een competitie. Het Elo-systeem heeft met zijn ene formule alle wegingen die hierboven zijn genoemd meegenomen. Er is, anders dan bij de FIFA waar een team direct punten krijgt uit de uitslag, maar één rekenmethode in het Elo-systeem.
De scores zijn gebaseerd op de volgende formule:
{\displaystyle R_{n}=R_{o}+K\cdot G\cdot (W-W_{e})}
of
{\displaystyle P=K\cdot G\cdot (W-W_{e})}
Waar;
|                       |                                             |
| {\displaystyle R_{n}} | = De nieuwe score                           |
| {\displaystyle R_{o}} | = De oude score                             |
| {\displaystyle K}     | = Belangrijkheid index voor het wedstrijd   |
| {\displaystyle G}     | = Een getal voor het verschil in doelpunten |
| {\displaystyle W}     | = De uitslag van de wedstrijd               |
| {\displaystyle W_{e}} | = De verwachte uitslag                      |
| {\displaystyle P}     | = Verschil in punten                        |

### De belangrijkheid van de wedstrijd
De belangrijkheid van de wedstrijd wordt weergegeven door het gebruik van een gewichtcontante. Dit gewicht is een contant getal dat de belangrijkheid weergeeft van de wedstrijd, gedefinieerd door bij welk toernooi de wedstrijd hoort, welke als volgt zijn opgesteld;
| Toernooi of wedstrijd type                                              | Index (K) |
| ----------------------------------------------------------------------- | --------- |
| WK eindrondes                                                           | 60        |
| Continentale eindrondes en intercontinentale toernooien                 | 50        |
| WK en continentale kampioenschappen kwalificaties en grootte toernooien | 40        |
| Alle andere toernooien                                                  | 30        |
| Vriendschappelijke wedstrijden                                          | 20        |

### Aantal doelpunten
Het aantal doelpunten wordt in rekening gebracht door het uitrekenen van de doelpuntenverschilindex. G wordt verhoogd met de helft als de wedstrijd wordt gewonnen met twee doelpunten verschil en bij drie of meer wordt het bepaald door een aparte berekening zoals hieronder weergegeven.
Als de wedstrijd eindigt in een gelijkspel of gewonnen wordt met één doelpunt verschil
{\displaystyle G=1}
Als de wedstrijd wordt gewonnen met twee doelpunten verschil
{\displaystyle G={\frac {3}{2}}}
Als de doelpunten met drie of meer doelpunten verschil wordt gewonnen
- Waar N het verschil is in doelpunten

{\displaystyle G={\frac {11+N}{8}}}
Tabel met voorbeelden:
| Verschil | Coëfficiënt van G |
| -------- | ----------------- |
| 0        | 1                 |
| +1       | 1                 |
| +2       | 1,5               |
| +3       | 1,75              |
| +4       | 1,875             |
| +5       | 2                 |
| +6       | 2,125             |
| +7       | 2,25              |
| +8       | 2,375             |
| +9       | 2,5               |
| +10      | 2,625             |

### Uitslag van de wedstrijd
W is de uitslag van de wedstrijd (1 voor winst, 0,5 voor gelijkspel en 0 voor verlies).

### Verwachte uitslag van de wedstrijd
We is de verwachte uitslag van de wedstrijd (winstverwachting waar gelijkspel weergegeven wordt met 0,5) berekend via de volgende formule:
{\displaystyle W_{e}={\frac {1}{10^{-dr/400}+1}}}
Waar dr gelijk staat aan het verschil in punten met de tegenpartij, inclusief 100 punten voordeel voor het thuisspelende team.
Zodoende geeft een dr van 0 een verwachte uitslag van 0,5, een dr van 120 geeft voor de sterkste team 0,666 en de zwakste team 0,334 als verwachting en een dr van 800 geeft 0,99 voor het sterkste team en 0,01 voor het zwakste team als verwachting.

### Voorbeelden
In het volgende voorbeeld wordt aangenomen dat er drie teams (A, B, C) van verschillende sterktes meedoen aan een vriendschappelijk toernooi op neutraal terrein.
Voor het toernooi was de puntenverdeling als volgt:
| Team | Punten |
| ---- | ------ |
| A    | 630    |
| B    | 500    |
| C    | 480    |

Dus, team A is veruit de hoogst gerangschikte team van de drie:
De volgende tabellen geven een voorbeeld met drie verschillende uitkomsten voor de wedstrijd.

#### Voorbeeld 1
Team A tegen Team B (Team A is sterker dan Team B)
|                       | Team A | Team B | Team A | Team B | Team A | Team B |
| Score                 | 3 : 1  | 3 : 1  | 1 : 3  | 1 : 3  | 2 : 2  | 2 : 2  |
| {\displaystyle K}     | 20     | 20     | 20     | 20     | 20     | 20     |
| {\displaystyle G}     | 1,5    | 1,5    | 1,5    | 1,5    | 1      | 1      |
| {\displaystyle W}     | 1      | 0      | 0      | 1      | 0,5    | 0,5    |
| {\displaystyle W_{e}} | 0,679  | 0,321  | 0,679  | 0,321  | 0,679  | 0,321  |
| Totaal (P)            | +9,63  | −9,63  | −20,37 | +20,37 | −3,58  | +3,58  |

#### Voorbeeld 2
Team B tegen Team C (beide teams zijn ongeveer even sterk)
|                       | Team B | Team C | Team B | Team C | Team B | Team C |
| Score                 | 3 : 1  | 3 : 1  | 1 : 3  | 1 : 3  | 2 : 2  | 2 : 2  |
| {\displaystyle K}     | 20     | 20     | 20     | 20     | 20     | 20     |
| {\displaystyle G}     | 1,5    | 1,5    | 1,5    | 1,5    | 1      | 1      |
| {\displaystyle W}     | 1      | 0      | 0      | 1      | 0,5    | 0,5    |
| {\displaystyle W_{e}} | 0,529  | 0,471  | 0,529  | 0,471  | 0,529  | 0,471  |
| Total (P)             | +14,13 | −14,13 | −15,87 | +15,87 | −0,58  | +0,58  |

Merk op dat Team B meer punten verlies als het verliest tegen Team C dan bij verlies tegen Team A.